# Crucidava
Crucidava là một chi bướm đêm thuộc phân họ Drepaninae.